# Botanophila profuga
Botanophila profuga är en tvåvingeart som först beskrevs av Stein 1916.  Botanophila profuga ingår i släktet Botanophila och familjen blomsterflugor. Arten är reproducerande i Sverige. Inga underarter finns listade i Catalogue of Life.